# 森澤透馬
森澤 透馬（もりさわ とうま）は、日本の映像作家、映画監督。埼玉県出身。

## 来歴
日本大学芸術学部演劇学科企画・制作コース卒業。
プロダクションを経て、映画・TV番組・MV等、複数のジャンルにまたがって演出・構成を手がける。
ほんとにあった! 呪いのビデオ製作委員会スタッフ。 
ニコニコ生放送、SHOWROOM、SKE48学園にて製作委員会スタッフとして出演。
別称：小笠原敬(心霊 〜パンデミック〜 シリーズ等)
フェイクドキュメンタリー ホラーチャンネル YOUTUBEオリジナル
「ホラホラFILE」にてワンパクとして演出 脚本 主演 撮影 編集 美術を手がけている

## 作品
- 小中高一貫 ももえび学園 私立恵比寿中学の部（演出・構成・編集：番組 2010年〜2011年）
- 私立恵比寿中学　「えびぞりダイアモンド!!」（演出・編集：PV 2010年）
- tokyo Cheer2 Party　「RISE」（演出・編集：PV 2012年）
- ライムベリー　「世界中にアイラブユー」（演出・編集：PV 2013年）
- マキタスポーツ・池松壮亮 主演  映画「この世で俺/僕だけ」 特番（演出・メイキング撮影・編集：番組 BSジャパン　2013年）
- ピグ☆１　（演出・構成：番組 2013年）
- リアル人狼ゲーム 劇場版（助監督：2014年）
- SKE48学園 ♯59,77,83,85（製作委員会スタッフとしてゲスト出演：2014年〜2016年）
- 乃木坂46 10thシングル「何度目の青空か?」個人ムービー 伊藤かりん×森澤透馬（演出・構成・編集：2014年）
- 埼玉のピーオーブィ （埼玉県広報映画 / 滝口ひかり 主演：2015年）
- 監獄学園 （TBS・MBS放送 メイキング：2015年）
- ＮＤＪＣ短編映画作品　「やさしさちゃん」（監督・撮影・脚本・編集：2015年）
- 心霊 〜パンデミック〜 (映画/演出・撮影・編集 ： 2015年8月 アムモ98)
- 乃木坂46 13thシングル「今、話したい誰かがいる」個人ムービー 中田花奈 「Qちゃん」（監督・脚本・編集：2015年）
- 心霊 〜パンデミック〜  フェイズ２ (映画/演出・撮影・編集 ： 2015年10月 アムモ98)
- 「えびす裁判」MC 蛭子能収（ディレクター：2016年）
- 心霊 〜パンデミック〜 フェイズ３ (映画/演出・撮影・編集 ： 2016年3月 アムモ98)
- 臨床犯罪学者 火村英生の推理(日本テレビ / メイキング撮影 ： 2016年)
- 乃木坂46 14thシングル「ハルジオンが咲く頃」個人ムービー 山崎怜奈 「〜 Gohst Punisher 怜奈 〜」（演出・脚本・編集：2016年）
- ほんとにあった! 呪いのビデオ　56〜69 　 （製作委員会スタッフ・出演・編集：2013年〜現在）
- 心霊 〜パンデミック〜 フェイズ４ (映画/演出・撮影・編集 ： 2016年8月 アムモ98)
- 埼霊 心霊感染迷宮 ( 劇場公開作品 / 監督・撮影・編集・出演・VFX： 2016年8月10日 下北沢トリウッド ニコニコ生放送＆劇場公開連動作品 )

- 森澤透馬の生ホラー宣言（メインMC：ニコニコ動画 ホラーモノガタリチャンネル：2016年）

- ビッグ フット ファンタジー（演出・脚本・撮影・編集：ニコニコ動画 ：2016年）

- 心霊 〜パンデミック〜 フェイズ５ (映画/演出・撮影・編集 ： 2016年１１月 アムモ98)
- 心霊 〜パンデミック〜 フェイズ７ (映画/演出・撮影・編集 ： 2017年５月 アムモ98)
- 近畿地区Honda Cars（CMメイキング/撮影 ： 2017年10月〜）
- 35th Anniversary スタ☆レビ大宴会 DOCUMENT OF STARDUST REVUE（LIVE/ 演出・撮影・編集： 2018年1月）
- ほんとにあった！呪いのビデオ７５  (演出・構成 ： 2018年1月 コピーライツファクトリー)
- Discovery Channel & Animal Planet 日本版ティザー (TV/編集 ： 2017年7月〜)
- DictavE - "午前零時のサンドリヨン"（演出：MV 2018年）
- GENERATIONS from EXILE TRIBE × WOWOW 全３章 (TV/撮影・ディレクター： 2017年 WOWOW)
- 加藤浩次VS政治家 ダッカ日航機ハイジャック事件 -運輸政務次官 石井一 運命の134時間-                                                                                             (TV/ドラマ&ドキュメント 監督・脚本・編集： 2018年3月23日19時 フジテレビ)
- やれたかも委員会(TV/ ドキュメント撮影 ♯１構成 ： 2018年)
- 心霊 〜パンデミック〜  フェイズ12 (映画/演出・撮影・編集 ： 2018年7月 アムモ98)
- 大東建託CM「家族は続く、今日も。明日も。」（ドキュメント/演出・撮影・編集）
- ベスト・オブ・心霊 〜パンデミック〜 Vol.1 (映画/演出・撮影・編集 ： 2018年9月 アムモ98)